# 문명: 콜 투 파워
《문명: 콜 투 파워》(Civilization: Call to Power)는 액티비전(activision)의 문명 게임으로, 1999년 발매된 콜 투 파워 시리즈의 첫 번째 작품이다. 후속작으로는 '문명'이라는 이름이 붙지 않은 '콜 투 파워 2' 가 있다.